# Benibrai
Benibrai es una partida situada al sur oeste del término municipal de Jalón, en la comarca de la Marina Alta, provincia de Alicante.

## El estudio del topónimo Benibrai
El actual topónimo es el de Benibrai, pero históricamente se han dado las variantes de Benibrahim y Benibrafim. Este nombre de lugar proviene del árabe y significa hijos o descendientes de Ibrahim, que es un antropónimo muy frecuente entre los musulmanes y se corresponde con la forma hebrea Abraham. No se conserva ningún dato biográfico sobre este personaje. Probablemente, Ibrahim fue un antepasado común de las familias musulmanas que vivían en esta alquería.

## Algunos datos históricos
Las alquerías de Murta y Benibrai eran propiedad de Roderic Díes, pero el 26 de noviembre de 1375 las perdió por una cuestión de deudas que no había podido satisfacer. Al nuevo titular de las dos alquerías le llamaban Jaume Rabaça, y era licenciado en Leyes. La toma de posesión se hizo en presencia de mosén Holfo Pròxita, delegado del Gobernador de Valencia y Guillem de Rius, alcalde de Jalón. El 10 de noviembre de 1385, Murta y Benibrai fueron adquiridas por Guillem y Beatriu, los abuelos paternos del novelista Joanot Martorell.

## Situación actual
La partida de Benibrai cuenta con un número de 108 viviendas unifamiliares entre casetas tradicionales y edificaciones posteriores, y está urbanizada en más de 2/3 de su superficie. Benibrai presenta desde el siglo XIX un hábitat de casas de campo aisladas que eran ocupadas cada año entre los meses de agosto y mediados octubre, es decir, durante el período anual de la vendimia de la uva, la producción de la pasa y la recogida de almendras. Las edificaciones posteriores son ya del siglo XX, cuando la legislación urbanística permitía la parcela agrícola mínima de 5000 metros cuadrados. Estas circunstancias hacen que hoy Benibrai más que una partida deba ser considerada como un barrio residencial de Jalón, porque Benibrai -y también Planets- constituyen el área natural de expansión del casco urbano.

## El hallazgo de Benibrai
En Benibrai se encontró una imagen de la Virgen del Consuelo, conocida popularmente con el nombre la Mare de Déu Pobra (Virgen Pobre) por el estado lastimoso en que estaba. Se ignora quién y en qué circunstancias fue enterrada dentro de una caja de madera. Sí se sabe, en cambio, que un vecino de Jalón llamado Canet la encontró cuando labraba su campo de Benibrai en el año 1731.  Virgen Pobre (La Mare de Déu Pobra) es la Patrona de Jalón, y su festividad se celebra cada lunes después del tercer domingo de octubre.
- Datos: Q8246314